# Centro de Apoio à Criança com Anomalia Urológica
Centro de Apoio à Criança com Anomalia Urológica (CACAU) é uma associação civil, sem finalidade econômica, de natureza privada e caráter filantrópico.
Em atividade desde 2005, a associação tem a sua atenção voltada para as crianças que nascem com graves problemas congênitos da bexiga e genitália, que sejam carentes quanto ao aspecto econômico e social.
Em outubro de 2012, Universidade Federal de São Paulo (UNIFESP), Escola Paulista de Medicina (EPM) e Hospital São Paulo (HSP) inauguram a nova Casa de Apoio do CACAU. Com instalações modernizadas e serviços médicos variados, unidade tem capacidade para abrigar 27 pessoas.

## Missão
O CACAU tem como missão acolher as crianças que têm problemas urológicos graves, juntamente com seus cuidadores, e prepará-las para a cirurgia e, posteriormente, facilitar o retorno delas à família e à comunidade da forma mais tranqüila possível. Conta com uma equipe multidisciplinar de médicos, enfermeiros, psicólogos, nutricionistas e fisioterapeutas e está vinculada à Disciplina de Urologia através do Núcleo de Urologia Pediátrica da Escola Paulista de Medicina (NUPEP) - Universidade Federal de São Paulo (UNIFESP).
| “ | Atendemos pacientes antes e depois da cirurgia, com um núcleo de médicos, enfermeiros e psicólogos que ajudam no tratamento de forma solidária, com o objetivo de minimizar o sofrimento dos pacientes e apressar sua recuperação, a fim de liberar mais vagas nos hospitais para novos pacientes. | ” |

## Simpósios
Nos dias 18 e 19 de setembro de 2009, o CACAU promoveu o I Painel de Experts em Enurese Noturna e Distúrbios da Micção em Crianças da CACAU, com a presença de profissionais, professores e especialistas da área, de todo o Brasil.